# Burgos (Italija)
Burgos (sardinski: Su Bùrgu) je grad i općina (comune) u pokrajini Sassariju u regiji Sardiniji, Italija. Nalazi se na nadmorskoj visini od 575 metara i ima 924 stanovnika.
 Prostire se na 18,08 km2. Gustoća naseljenosti je 51 st/km2.
Susjedne općine su: Bottidda, Esporlatu i Illorai.